# Moscha posticalis
Moscha posticalis är en fjärilsart som beskrevs av Walker 1865. Moscha posticalis ingår i släktet Moscha och familjen nattflyn. Inga underarter finns listade i Catalogue of Life.